# Uczenie multimodalne
Uczenie multimodalne – rodzaj uczenia głębokiego, który integruje i przetwarza wiele typów danych takich jak tekst, dźwięk, obrazy lub wideo. Taka integracja umożliwia bardziej całościowe zrozumienie złożonych danych, co poprawia wydajność modelu w zadaniach takich jak odpowiadanie na pytania dotyczące obrazów, wyszukiwanie międzymodalne, generowanie obrazu na podstawie tekstu czy opisywanie obrazów.
Duże modele multimodalne, takie jak Google Gemini i GPT-4o, zyskały na popularności od 2023 roku, oferując większą wszechstronność i szersze zrozumienie zjawisk zachodzących w świecie rzeczywistym.